# Morris Sheppard
John Morris Sheppard, född 28 maj 1875 i Morris County, Texas, död 9 april 1941 i Washington, D.C., var en amerikansk demokratisk politiker. Han representerade delstaten Texas i båda kamrarna av USA:s kongress, först i representanthuset 1902-1913 och sedan i senaten från 1913 fram till sin död.
Sheppard utexaminerades 1895 från University of Texas at Austin. Han studerade sedan juridik först vid samma universitet och därefter vid Yale Law School. Han inledde 1898 sin karriär som advokat i Pittsburg, Texas.
Fadern John Levi Sheppard var ledamot av USA:s representanthus 1899-1902. Fadern avled i ämbetet och Morris Sheppard vann fyllnadsvalet för att efterträda honom som kongressledamot. Han omvaldes fem gånger.
Sheppard efterträdde 1913 Rienzi Melville Johnston som senator för Texas. Han profilerade sig som förespråkare för kvinnlig rösträtt och framför allt som en av de ledande påskyndarna av ett federalt alkoholförbud. Lagen om alkoholförbud kallas allmänt Volstead Act efter kongressledamoten Andrew Volstead. Sheppard var medförfattare till lagförslaget och han introducerade National Prohibition Act, som det officiella namnet lydde, i senaten. 1919 trädde det artonde tillägget till USA:s konstitution i kraft. Nykterhetsförespråkaren Sheppard höll ett tal varje år på årsdagen av förbudslagen. Han trodde inte att alkoholförbudet någonsin skulle upphävas men så skedde redan 1933 i och med det tjugoförsta tillägget till USA:s konstitution.
Senator Sheppard avled 1941 i ämbetet. Änkan Lucille gifte sig året efter med hans kollega Tom Connally. Sheppards grav finns på Hillcrest Cemetery i Texarkana.